# Брушано (Ријети)
Брушано је насеље у Италији у округу Ријети, региону Лацио.
Према процени из 2011. у насељу је живело 68 становника. Насеље се налази на надморској висини од 975 м.